# La Chair vivante, première partie
La Chair vivante, première partie (The Rebel Flesh) est le cinquième épisode de la sixième saison de la deuxième série de la série télévisée britannique de science-fiction Doctor Who,  diffusé le 21 mai 2011 sur BBC One. Il s'agit du premier épisode d'une histoire en deux parties qui se conclut avec l'épisode La Chair vivante, deuxième partie.

## Synopsis
Tandis que le Docteur continue d'essayer de comprendre quelque chose aux résultats des analyses réalisées par le TARDIS sur la possible grossesse d'Amy, le TARDIS est pris dans les premières vagues d'un tsunami solaire et se matérialise sur Terre au XXIIe siècle.
Le Docteur, Amy et Rory se retrouvent sur une île isolée où une usine abritée dans un ancien monastère extrait un acide précieux et hautement corrosif vers le continent. L'équipe réduite de l'usine utilise un fluide réplicatif appelé la Chair à partir duquel ses membres produisent des répliques exactes d'eux-mêmes, appelés dans leur jargon des « Gangers » (une version raccourcie du terme Doppelgangers). Les gangers prennent la forme de celui qui les contrôle, ce qui leur permet de contrôler à distance les actions dangereuses. Le Docteur, qui au départ se fait passer pour un inspecteur, craint qu'un tsunami solaire ne frappe l'usine bientôt, menaçant ceux qui y résident et propose d'emmener l'équipe à bord de son TARDIS. La responsable, Miranda Cleaves, refuse de fermer l'usine à moins de recevoir des ordres du continent. Alors que la tempête solaire se lève, le Docteur se précipite pour déconnecter les collecteurs solaires de l'usine, mais un éclair violent frappe le monastère, précipitant le Docteur hors de la tour et tout le monde perd conscience.
Lorsque les membres du personnel s'éveillent, ils se retrouvent hors des berceaux de commande et sans aucun signe de leurs gangers. Cependant, leurs objets personnels ont été fouillés et le TARDIS s'est enfoncé dans le sol rongé par l'acide. Le Docteur explique qu'ils ont été inconscients pendant plus d'une heure et que les gangers sont devenus indépendants. Ils découvrent également rapidement que deux des Gangers sont parmi eux, se faisant passer pour Miranda Cleaves et Jennifer. Les deux intrus, qui se croyaient eux-mêmes être les originaux, se dévoilent en perdant leur ressemblance et en acquérant un visage blafard et translucide. La ganger Jennifer montre aussi une aptitude à étendre et contorsionner son corps bien au-delà des capacités humaines. Confuse par ce changement soudain d'identité, elle se lie d'amitié avec Rory.
Pendant que la ganger de Cleaves travaille en secret avec les autres gangers pour essayer de tuer les véritables humains, la version humaine de Cleaves s'efforce de tuer les gangers. Malgré une tentative du Docteur pour apaiser les tensions, la version humaine de Cleaves tue un des gangers avec une décharge électrique à haute tension. Tandis que les gangers préparent une attaque, le Docteur accuse Cleaves d'avoir tué un être vivant, ce que Cleaves refuse d'admettre. La version ganger de Jennifer se lance à la recherche de sa version humaine pour la tuer. Le Docteur pousse les humains à se retrancher à l'intérieur de la chapelle du monastère. Alors que les gangers en tenue de protection anti-acide se lancent vers la chapelle, Rory, répondant aux cris de Jennifer, s'écarte délibérément du groupe. Dans la chapelle, une silhouette assez étrange émerge de l'ombre. C'est le ganger du Docteur.

## Distribution
- Matt Smith : Le Onzième Docteur
- Karen Gillan : Amy Pond
- Arthur Darvill : Rory Williams
- Sarah Smart : Jennifer
- Mark Bonnar : Jimmy
- Marshall Lancaster : Buzzer
- Raquel Cassidy : Cleaves
- Leon Vickers : Dicken
- Frances Barber : Femme à l'œil masqué

## Continuité
- Au début de l'épisode, le Docteur continue de chercher à savoir si Amy est enceinte, tout comme à la fin de L'Impossible Astronaute, deuxième partie.
- Amy revoit furtivement la femme à l'œil masqué aperçue dans plusieurs épisodes précédents refermer son judas à la 32e minute.
- Le Docteur souligne le fait que Rory se met dans des situations problématiques, ce qui est le cas dans la majorité des épisodes du début de la saison 6. « Always with the Rory ».

## Réception
En France, l'épisode diffusé le 26 mai 2012 à 20 h 35 sur France 4 a été suivi par 312 000 téléspectateurs soit 1,5 % de parts de marché.